# Fatsia oligocarpella
Fatsia oligocarpella är en araliaväxtart som beskrevs av Gen'ichi Koidzumi. Fatsia oligocarpella ingår i släktet Fatsia och familjen Araliaceae. Inga underarter finns listade.